# چرب‌کورسانان

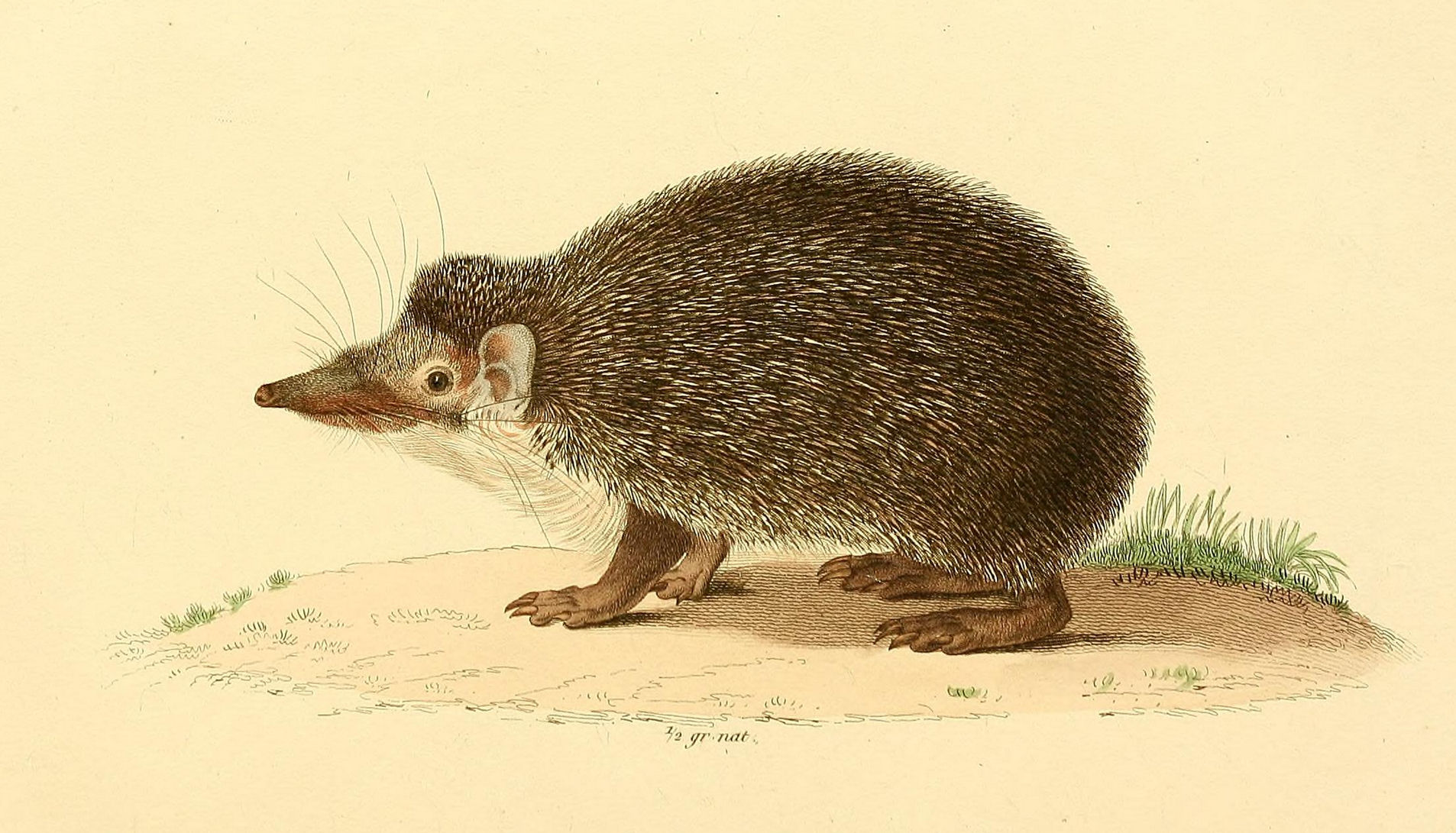
تصویری از تنرک جوجه‌تیغی بزرگ که در گذشته در دسته‌ی چرب‌کورسانان طبقه‌بندی می‌شد، اما امروزه این رده‌بندی منسوخ شده است و تنرک‌ها دیگر جزو چرب‌کورسانان محسوب نمی‌شوند. آن‌ها در راسته‌ی Afrosoricida و کلاد Afrotheria قرار می‌گیرند. تصویر منتشر شده توسط سنت-هیلر، مربوط به زمانی است که این رده‌بندی قدیمی هنوز رایج بود.

چرب‌کوران (به لاتین: Lipotyphla) در گذشته یک راسته از پستانداران، شامل اعضای راسته هوچرب‌کورسانان (یعنی شکاف‌دندان‌ها، خارپشت‌ها و gymnures؛ خانواده شکاف‌دندانان، خارپشتان؛ desmans، کورموش‌ها، و کورموش‌های حشره‌خوارمانند، خانواده کورموشان و خانواده حشره‌خوار) و همچنین سه خانواده دیگر از راسته پیشین پستانداران حشره‌خوار ، موش کور طلایی (موش کورهای طلایی)، تیغ‌پشت و سموریان رودخانه‌ای (حشره‌خوارهای سموری) بودند. با این حال، مطالعات مولکولی نشان داد که موش کورهای طلایی، تنرک‌ها، و سمورهای رئدخانه‌ای با سایرین ارتباطی ندارند (این گروه‌های آفریده به ترتیب خودشان، حشره‌خواران آفریقایی قرار گرفتند).  این یافته‌های آرایۀ Lypotyphla را راستۀ نامعتبر ساخت و منجر به توجه به مفهوم Eulypotyphla به جای آن شد که گروه‌بندی گسترده‌تری از laurasiathere است. 